# Ernst Ludwig Wilhelm von Bismarck
El coronel Ernst Ludwig Wilhelm von Bismarck (7 de abril de 1772, Magdeburgo - 20 de junio de 1815, Namur) fue un oficial prusiano durante las guerras napoleónicas.

## Biografía
Bismarck, nacido en Magdeburgo el 7 de abril de 1772, era hijo de Georg Wilhelm I von Bismarck (1741-1808) y de Friederike Luise Eleonore von Alvensleben. De niño, fue adoptado por su tío Achatz Christoph von Bismarck (1737-1796) y su esposa, de soltera von Kaphengst, como heredero. Cuando esa pareja tuvo un hijo propio, Heinrich Friedrich Wilhelm Achatz von Bismarck (1786-1856), Bismarck perdió su condición de heredero.
En 1799 Bismarck era capitán granadero en el regimiento de von Kleist en Magdeburgo. El 4 de julio de 1800 fue hecho caballero de la Orden de San Juan. En 1811 era mayor en el Regimiento de Infantería de la Guardia del rey Federico Guillermo III de Prusia en Potsdam. En 1814 era teniente coronel en el 1.º Regimiento Landwehr del Elba, y tomó parte en las últimas etapas del sitio de Magdeburgo. Este regimiento formó parte de la 6.ª Brigada del II Cuerpo prusiano durante la campaña de Waterloo y Bismarck era su coronel. El 16 de junio de 1815 el regimiento combatió en la batalla de Ligny sufriendo unas 300 bajas. El 20 de junio Bismarck murió liderando su regimiento en el ataque sobre Namur que estaba siendo sostenido por la división del General Teste, la retaguardia de la ala de Grouchy del Ejército del Norte francés, durante la retirada del Ejército francés a París.

## Familia
En Bittkau, el 10 de noviembre de 1807, Bismarck se casó con Sofie Charlotte von Plotho, hija de Edler Señor de Bittkau y Charlotte von Itzenplitz. Tuvieron seis hijos.